# Lochlyn Munro
Richard Laughlain "Lochlyn" Munro (12 de fevereiro de 1966) é um ator canadense conhecido por seus papéis em filmes como As Branquelas e Todo Mundo em Pânico e em séries como Riverdale.

## Vida e carreira
Munro nasceu em Lac La Hache, British Columbia. Começou sua carreira de actor depois que uma grave lesão esportiva terminou o seu sonho de jogar hóquei profissional. Lochlyn voltou sua atenção para as artes do espetáculo. Enquanto tocava em vários clubes em torno de Vancouver, Columbia Britânica, Lochlyn estudou o drama e a comédia de improvisação com profissionais da indústria, incluindo o já morto Susan Strasberg. Tendo feito vários estágios, Lochlyn então saltou para a televisão e o mundo do cinema. Lochlyn fez papéis em diversos projetos americanos, como 21 Jump Street (1987), Wiseguy (1987), e outros.
Seu papel mais famoso até à data é a de Clifford "Cliff" O'Malley, um menino enlouquecido na comédia de 1998 Dead Man on Campus. Ele atuou também em Scary Movie como Greg Phillippe, personagem de I Know What You Did Last Summer.
Lochlyn atuou em Stand Against Fear, como um atleta do colégio que usa sua popularidade para todos os motivos errados; e  Rapto da Inocência, como o namorado que virou seqüestrador de uma herdeira de madeira-adolescente.
Munro também desempenhou o papel de Jack Sheridan em Charmed, em Without a Trace, assim como CSI, CSI: Miami e CSI: NY, onde atuou como três personagens diferentes. Ele ganhou uma medalha de ouro nos Jogos de Verão de British Columbia para esqui aquático.

## Filmografia

### Filmes
- Sylvan Lake Summer (1990) como Mitch
- Cadence (1990) como Bartender
- Run (1991) como College Buddy
- Unforgiven (1992) como Texas Slim
- Digger (1993) como Mark
- Needful Things (1993) como John LaPointe
- Anything for Love (1993) como Jon
- Wagons East (1994) como Billy
- Trancers 4: Jack of Swords (1994) como Sebastian
- Ski Hard (1995) como Spider Bolton
- High Voltage (1997) como Larry
- 2 Extra Days (1998) como Man #2
- Dead Man on Campus (1998) como Cliff
- A Night at the Roxbury (1998) como Craig
- A Murder of Crows (1998) como Norwood
- Spin Cycle (2000) como Tom
- Screwed (2000) como Officer Richardsen
- Scary Movie (2000) como Greg Phillippe
- Duets (2000) como Ronny Jackson
- Dracula 2000 (2000) como Eddie
- Camouflage (2001) como Marty Mackenzie
- Knight Club (2001) como Gary
- Kill Me Later (2001) como Agent Reed
- Kevin of the North  (2001) como Ned Parker
- Pressure (2002) como Patrick Fisher
- Global Heresy (2002) como Dave
- Heart of America (2002) como Reporter
- A Guy Thing (2003) como Ray
- Net Games (2003) como Inmate
- Freddy vs. Jason (2003) como Deputy Scott Stubbs
- The Wild Guys (2004) como Randall
- White Chicks (2004) como Agent Jake Harper
- The Keeper (2004) como Sgt. Burns
- Dirty Love (2005) como Kevin
- Chasing Ghosts (2005) como John Turbino
- Complete Guide to Guys (2005) como Roger
- Behind the Smile (2006) como Greg Elese
- The Benchwarmers (2006) como Ultimate Home Remodel Host
- Little Man (2006) como Greg
- The Tooth Fairy (2006) como Peter Campbell
- Deck the Halls (2006) (não creditado) como Ted
- Final Move (2006) como Detective Roman Krieg
- Daddy Day Camp (2007) como Lance
- Hack! (2007) (não creditado) como Deputy Radley
- Loaded (2008) como Clive
- Toxic (2008) como R.M.
- This Is Not A Test (2008) como Clerk
- The Art of War II: Betrayal (2008) como Garret
- 3 of Us (2009) como John
- Space Buddies (2009) como Slats Bentley
- Dance Flick (2009) (não creditado) como Coach Effron
- Penance (2009) como Jack
- Nowhere to Hide (2009) como Detective Jack Irons
- Lies & Illusions (2009) como Andrew Laughlin
- 9-9-09 (2009) como Sheriff Bowen[1]
- Let the Game Begin (2009) como Gary Johnson
- Hard Breakers (2009) como Jarod
- The Penthouse (2010) como Barry
- In the Name of the King 2: Two Worlds (2011) como O Rei
- Rampage: Capital Punishment (2014) como Chip Parker

### Televisão
- 21 Jump Street (1987-1990) (1987 Derek, 1989 Herbie, 1990 Offroad Bike Group Member, 1990 Gerald)
- Danger Bay (1989) como David Fulman
- Neon Rider (1990)  como Slack
- Wiseguy como Bobby (2 episódios, 1990)
- Northwood (1991-1994) como Jason
- Nightmare Cafe (1992) como Ralston
- Blossom (1 episódio, 1994) como Evan Henderson
- Highlander: The Series (1994) como Tim (1 episódio, 1994)
- Cobra como Clifton Campbell (1 episódio, 1994)
- Hawkeye (1994) como McKinney
- Strange Luck como Dirk Moody (1 episódio, 1995)
- The Outer Limits  como Captain Eric Woodward / como (2 episódios, 1995-2002)
- Sliders (1996) como Billy the Kid
- Two (1996-1997) como Agent Andrew Forbes (4 episódios, 1996)
- Viper como Second Hitman (1 episódio, 1996)
- Honey, I Shrunk the Kids: The TV Show como Paul O'Donnell (1 episódio, 1997)
- Dead Man's Gun como Joe Cavanaugh (1 episódio, 1998)
- Poltergeist: The Legacy como Todd Barnard (1 episódio, 1998)
- Welcome to Paradox como The young Doctor (1 episódio, 1998)
- Partners como Stephen (1 episódio, 1999)
- JAG como Lt. 'X-Man' Buxton (2 episódios, 1999)
- Charmed como Jack Sheridan / como (7 episódios, 1999-2000)
- The Dead Zone como Jason Moore (1 episódio, 2003)
- Jake 2.0  como Lawrence (1 episódio, 2003)
- CSI: Crime Scene Investigation como Officer Hal Watson (1 episódio, 2003)
- Monk como Fat Tony Lucarelli (1 episódio, 2004)
- Dead Like Me (2004) como Greg (1 episódio, 2004)
- Andromeda  como Drago Museveni (1 episódio, 2005)
- Las Vegas como Kevin 'Jinx' Jergeson (1 episódio, 2005)
- CSI: Miami como Rick Adams (1 episódio, 2005)
- Without a Trace como Lance Hamilton (1 episódio, 2005)
- NCIS: Naval Criminal Investigative Service como Kevin Holt (1 episódio, 2005)
- Weeds como Bike Cop (1 episódio, 2005)
- CSI: NY como Ethan Fallon (1 episódio, 2005)
- Smallville como Orlando Block (1 episódio, 2006)
- Eyes como Eric Paulsen / como (2 episódios, 2005-2007)
- Chicago Med como Jack Cooper (1 episódio, 2016)
- Riverdale (2017) (série) como Hal Cooper (2017-2023)

### TV e Filmes
- The Girl from Mars (1991) como Earl West
- Posing: Inspired by Three Real Stories (1991) como Sam
- Shame (1992)  como Dave Rainey
- Dead Ahead: The Exxon Valdez Disaster  (1992) como Trooper Mike Fox
- A Stranger in the Mirror (1993) como Alan Preston
- Broken Pledges (1994) como Jeff Lanee
- Justice for Annie (1996) como Mickey Holloway
- When Friendship Kills também conhecido como A Secret Between Friends (1996) como Nick McKay
- Mother, May I Sleep with Danger? (1996) como Kevin Shane
- Abduction of Innocence (1996) como Eddie Spencer
- Stand Against Fear também conhecido como Unlikely Suspects (1996) como Josh Kelly
- A Champion's Fight também conhecido como Shattered Hearts (1998) como Steve
- I Know What You Did também conhecido como In Defense of Murder (1998) como Justin Decker
- Silencing Mary também conhecido como Campus Justice (1998)  como Billy
- One Hot Summer Night também conhecido como The Trophy Wife's Secret (1998) como Detective Eddie Beltran
- Our Guys: Outrage at Glen Ridge (1999) (TV) como Officer Balke
- Blacktop (2000) (TV) como David
- The Investigation (2002) como Darryll Kettles
- Lucky 7 (2003) como Ray
- Thugaboo: A Miracle on D-Roc's Street (2006) como Gavin's Dad
- The Perfect Child (2007) como Paul Jacobs
- Riddles of the Sphinx (2008)  como Robert Parr